# Обмен сновидениями
Обмен сновидениями — это процесс документирования или обсуждения дневных и ночных снов с другими людьми. Одна из основных целей обмена сновидениями — это толкование снов.
Показано, что обмен сновидениями усиливает эмпатию и приязнь, особенно к слушателю. Сны — общий знаменатель для людей всех наций и культур. Сосредоточение на обсуждении снов приводит к большему пониманию личности человека, с которым иначе трудно установить контакт из-за языковых или культурных барьеров.
В настоящее время обмен сновидениями в большей степени распространен в разной степени в разных демографических группах. Так, исследования установили, что женщины чаще, чем мужчины, делятся и обсуждают сны и кошмары. Во время проведения этих исследований воспоминания о сновидениях и кошмарах наблюдались пропорциональными частоте встречаемости каждого из полов, что означает, что различия в обмене сновидениями были вызваны не биологическими факторами сновидений, такими как память, а стигматизацией людей, делящихся личными мыслями друг с другом. Такие черты личности, как открытость и экстраверсия, также положительно коррелировали с частотой совместного использования сновидений. При этом отмечается, что такие показатели качества сна как частота воспоминаний сновидений, частота кошмаров, отношение к снам, экстраверсия коррелируют с частотой разделения сна как независимые факторы.

## История
Обмен сновидениями известен, по крайней мере, с 4000-3000 гг. до н. э.. Сны записывались на глиняных табличках. В Древнем Египте сны были среди предметов, записанных в виде иероглифов. В древнеегипетской культуре обмен сновидениями имел религиозный контекст, поскольку священники выступали в роли толкователей снов. Те, чьи сны были особенно яркими или значительными, считались благословенными и получали особый статус в этих древних обществах. Точно так же считалось, что люди, которые могли толковать сны, получали эти дары непосредственно от богов, и они также обладали особым статусом в обществе.
Обмен сновидениями широко распространён в примитивных сообществах, в том числе они использовались для передачи опыта общения с духами растений и животных.
Уважение к сновидениям радикально уменьшилось в начале XIX века, и сны в то время часто игнорировались как реакция на тревогу, посторонние шумы или даже плохую пищу и несварение желудка. В то время считалось, что сны вообще не имеют смысла, и интерес к толкованию снов практически испарился. Однако все изменилось с приходом Зигмунда Фрейда в конце XIX века. Фрейд ошеломил мир психиатрии, подчеркнув важность сновидений, и возродил некогда мертвое искусство толкования снов. Фрейд представил и поддержал своим авторитетом точку зрения, согласно которой сны необходимо анализировать и обсуждать, чтобы понять бессознательное. Это было сделано им в его первой монографии — «Толкование сновидений», выпущенной в 1900 году. Чтобы понять природу сновидений, появляющихся в состоянии сна, прежде всего следует уяснить смысл самого сна, его назначение. «Психологической целью сна, — пишет Фрейд, — является, по-видимому, отдых; его психологическим признаком — потеря интереса к внешнему миру»: «мы временно возвращаемся в состояние, в котором находились до появления на свет, то есть в состояние внутриутробного существования. По крайней мере, мы создаём себе условия, совершенно сходные с теми, какие были тогда: тепло, темно, и ничто не раздражает».